# Distretto di Pfäffikon
Il distretto di Pfäffikon è un distretto del Canton Zurigo, in Svizzera. Confina con i distretti di Hinwil a sud, di Uster a sud-ovest, di Bülach a nord-ovest e di Winterthur a nord, con il Canton Turgovia (distretto di Münchwilen) a nord-est e con il Canton San Gallo (distretto di Toggenburg) a est. Il capoluogo è Pfäffikon.

## Comuni
Amministrativamente è diviso in 10 comuni:
- Bauma
- Fehraltorf
- Hittnau
- Illnau-Effretikon
- Lindau
- Pfäffikon
- Russikon
- Weisslingen
- Wila
- Wildberg

### Fusioni
- 2015: Bauma, Sternenberg → Bauma
- 2016: Illnau-Effretikon, Kyburg → Illnau-Effretikon